# Wrecking Ball (Bruce Springsteen)
Wrecking Ball è il diciassettesimo album in studio di Bruce Springsteen, pubblicato il 6 marzo 2012.

## Storia
L'album è stato anticipato dal singolo We Take Care of Our Own, uscito il 19 gennaio.
La maggior parte dell'album è stato scritto nel 2011 ad eccezione di tre canzoni: Wrecking Ball, che è stata composta nel 2009 in occasione della chiusura del Giants Stadium e suonata dal vivo nel Working on a Dream Tour; American Land, che è stata scritta nel 2006 durante il tour con la Seeger Sessions Band, registrata e suonata durante il tour e riproposta costantemente nei due tour successivi con la E Street Band; e Land of Hope and Dreams, scritta da Springsteen nel 1988 e suonata per la prima volta nel 1999 nel Reunion Tour con la E Street Band. Tutte e tre le canzoni erano state precedentemente pubblicate nella loro versione dal vivo, debuttano quindi in questo album nella versione in studio.
L'album dovrebbe contenere le ultime registrazioni di Clarence Clemons morto nel giugno 2011. Clemons esegue gli assoli di sassofono nella canzone che dà il titolo all'album e in Land of Hope and Dreams.
Mentre il tour di supporto all'album comprenderà la E Street Band al completo, gli unici membri della band che vi appaiono sono Clemons, Steven Van Zandt, Max Weinberg, e Patti Scialfa, insieme ad alcuni membri aggiunti, con loro costantemente in tour: Charlie Giordano e Soozie Tyrell. L'album contiene esecuzioni di alcuni membri della Seeger Sessions, inclusi la sezione di fiati e la partecipazione straordinaria di Tom Morello and Matt Chamberlain.
In attesa della pubblicazione, un incontro per critici e giornalisti si è tenuto il 16 febbraio 2012 a Parigi. Per l'occasione è stato prodotto un video di presentazione dell'album, con immagini tratte dalla conferenza stampa intrecciate a stralci di brani dell'album stesso.
Oltre alla versione standard del disco, è stata resa disponibile un'edizione speciale da 13 brani che include le due bonus track Swallowed Up e la versione registrata in studio di American Land, brano eseguito spesso dal vivo e già pubblicato sul Live in Dublin nel 2007.
L'album è disponibile nella sua versione standard anche in vinile.

## Accoglienza
Nei primi sei mesi del 2012, l'album ha venduto 425 000 copie negli Stati Uniti.

## Temi
L'album persegue i temi della giustizia economica ed è stato definito come l'album più arrabbiato che l'autore abbia mai prodotto. Molte canzoni hanno un riferimento diretto alla crisi mondiale del 2008-2012. Musicalmente l'album è del genere rock, con molte incursioni di altri generi, una variazione incredibile di influenze e ritmi dal country fino alla musica folk irlandese.
Secondo lo stesso Springsteen, nel 2009 scrisse la sua prima canzone su un "ragazzo che indossa una cravatta". Springsteen ha speso gran parte della sua carriera a scrivere di personaggi che lottano durante le crisi economiche, ma la crisi finanziaria l'ha convinto che era il tempo di scrivere qualcosa sulle persone che hanno portato l'America in questa situazione.
L'album è un atto d'accusa feroce all'avidità di Wall Street e alla corruzione e getta uno sguardo alla devastazione che ha prodotto.
È lo stesso Springsteen a dire che Wrecking Ball ha molto in comune con il suo album Nebraska e che inizialmente era un album folk, con Springsteen da solo per voce e chitarra. Successivamente il produttore Ron Aniello ha portato una vasta scelta di sonorità: dall'hip hop al folk, che hanno influenzato Springsteen durante il processo di registrazione, e l'hanno convinto a provare qualcosa di diverso.
La canzone di apertura dell'album, nonché primo singolo We Take Care of Our Own pone subito, ironicamente, la questione: gli americani non sanno più prendersi cura degli altri, ma solo di loro stessi; mentre in Easy Money Springsteen motteggia ironicamente la situazione di Wall Street.
Shackled and Drawn porta con sé un significato politico e ricorda certe musicalità di Woody Guthrie, in Jack of All Trades, con una musica che ricorda un valzer lento, si racconta la lotta di un personaggio in cerca di lavoro.
Death to My Hometown è la traccia con la maggiore influenza di musica celtica.
Secondo Springsteen, la prima parte dell'album parla della disparità economica che nelle tracce successive lascia spazio a una ricerca di redenzione spirituale.
Rocky Ground apre nuovi orizzonti per le musiche di Springsteen e il testo si rifà ad alcuni temi biblici, utilizza un intero coro gospel e persino una parte rap scritta da Springsteen e interpretata da Michelle Moore.
Land of Hope and Dreams, insieme con la title track, sono gli unici due brani dove è presente Clarence Clemons con il suo sassofono. Rispetto alla sua versione live, che la E Street Band presenta dal 1999, Land of Hope and Dreams è stata rielaborata con una batteria elettronica e un coro gospel.
L'ultimo brano dell'album, We Are Alive, sembra una canzone di bivacco per i fantasmi degli oppressi, gli scioperanti, i manifestanti, e lavoratori immigrati. La canzone, che ricorda il rituale della veglia irlandese, è un numero acustico di Springsteen sostenuta da trombe mariachi.

## Tracce
Tutte le canzoni sono scritte e composte da Bruce Springsteen.
1. We Take Care of Our Own – 3:54
2. Easy Money – 3:37
3. Shackled and Drawn – 3:46
4. Jack of All Trades – 6:00
5. Death to My Hometown – 3:29
6. This Depression – 4:08
7. Wrecking Ball – 5:49
8. You've Got It – 3:49
9. Rocky Ground – 4:41
10. Land of Hope and Dreams – 6:58
11. We Are Alive - 5:36
12. Swallowed Up (In the Belly of the Whale) (Bonus track) - 5:35
13. American Land (Bonus track) - 4:25

## Formazione

### The E Street Band
- Bruce Springsteen — voce, chitarra, banjo, piano, organo, batteria, percussioni, loops
- Clarence Clemons — sassofono in Wrecking Ball e Land of Hope and Dreams
- Patti Scialfa — cori
- Steven Van Zandt — chitarra e cori in Land of Hope and Dreams, Easy Money, Wrecking Ball e American Land
- Max Weinberg — batteria in This Depression, Wrecking Ball e Land of Hope and Dreams
- Nils Lofgren — chitarra

### Altri musicisti
- Ron Aniello — chitarra, basso, tastiera, batteria, batteria loops
- Matt Chamberlain — batteria in You've Got It
- Charles Giordano — organo in Easy Money, Wrecking Ball, Land of Hope and Dreams
- Stan Harrison — sassofono in Jack of All Trades e You've Got It
- Steve Jordan — percussioni in Easy Money
- Greg Leisz — chitarre in You've Got It
- Darrell Leonard — tromba
- Lisa Lowell — cori
- Ed Manion — sassofoni in Jack of All Trades e You've Got It
- Michelle Moore — cori
- Tom Morello — chitarra solista in Jack of All Trades e This Depression
- New York String Section appare in We Take Care of Our Own, Jack of All Trades e Wrecking Ball
- Rob Mathes — orchestrazione
- Sandy Park — string contractor
- Lisa Kim — concertmaster
- Myumju Lee — violino
- Ann Lehmaan — violino
- Lizz Lim — violino
- Johanna Marher — violino
- Annaliesa Place — violino
- Fiona Simon — violino
- Sharon Yamada — violino
- Jung Sun Yu — violino
- Karen Dreyfus — viola
- Daniel Panner — viola
- Robert Rinehart — viola
- Mina Smith — violoncello
- Alan Stepansky — violoncello
- Willie Nile — cori
- Curt Ramm — tromba in Jack of All Trades, Wrecking Ball e You've Got It
- Soozie Tyrell — violino, cori
- Victorious Gospel Choir appare in Easy Money, Shakled and Drawn e Land of Hope and Dreams

## Classifiche

### Classifiche settimanali
| Classifica (2012)        | Posizione massima |
| ------------------------ | ----------------- |
| Australia                | 2                 |
| Austria                  | 1                 |
| Belgio (Fiandre)         | 1                 |
| Belgio (Vallonia)        | 3                 |
| Canada                   | 3                 |
| Croazia                  | 1                 |
| Danimarca                | 1                 |
| Finlandia                | 1                 |
| Francia                  | 3                 |
| Germania                 | 1                 |
| Giappone                 | 16                |
| Grecia                   | 18                |
| Irlanda                  | 1                 |
| Italia                   | 1                 |
| Norvegia                 | 1                 |
| Nuova Zelanda            | 1                 |
| Paesi Bassi              | 1                 |
| Polonia                  | 10                |
| Portogallo               | 4                 |
| Regno Unito              | 1                 |
| Regno Unito (download)   | 1                 |
| Regno Unito (physical)   | 1                 |
| Repubblica Ceca          | 4                 |
| Scozia                   | 1                 |
| Spagna                   | 1                 |
| Stati Uniti              | 1                 |
| Stati Uniti (digital)    | 4                 |
| Stati Uniti (rock)       | 1                 |
| Stati Uniti (tastemaker) | 1                 |
| Svezia                   | 1                 |
| Svizzera                 | 1                 |
| Ungheria                 | 2                 |

### Classifiche di fine anno
| Classifica (2012)  | Posizione |
| ------------------ | --------- |
| Australia          | 82        |
| Austria            | 13        |
| Belgio (Fiandre)   | 19        |
| Belgio (Vallonia)  | 66        |
| Danimarca          | 11        |
| Finlandia          | 16        |
| Francia            | 73        |
| Germania           | 32        |
| Irlanda            | 15        |
| Italia             | 17        |
| Paesi Bassi        | 10        |
| Regno Unito        | 47        |
| Spagna             | 10        |
| Stati Uniti        | 50        |
| Stati Uniti (rock) | 14        |
| Svezia             | 5         |
| Svizzera           | 22        |